# Edmund Schmidt (Politiker, 1845)
Edmund Schmidt (* 2. März 1845 in Altenburg; † 6. Februar 1924 ebenda) war Zigarrenfabrikant und Mitglied des Deutschen Reichstags.

## Leben
Schmidt besuchte die Polytechnische Schule und Technische Hochschule Dresden. Während seines Studiums war er 1861 Mitgründer der Burschenschaft Cheruscia Dresden. 1864 trat ins väterliche Geschäft, eine Zigarrenfabrik, ein. Er war Mitglied der Landschaft des Herzogtums Sachsen-Altenburg, Stadtverordneter von Altenburg und Mitglied des Landtags im Freistaat Sachsen-Altenburg von 1919 bis 1920, wo er der DNVP angehörte.
Von 1907 bis 1912 war er Mitglied des Deutschen Reichstags für den Reichstagswahlkreis Herzogtum Sachsen-Altenburg ((Altenburg, Roda)) und die Deutsche Reichspartei.
Auf seine Initiative geht die Anlage eines Stadtwaldes in Altenburg zurück und er spendete 20.000 Mark zur Errichtung eines Bismarckturms in seiner Heimatstadt.